# Baldomar (Artesa de Segre)
Baldomar es una localidad española perteneciente al municipio leridano de Artesa de Segre, en Cataluña.

## Descripción
Se ubica en el término municipal leridano de Artesa de Segre, en la comunidad autónoma de Cataluña.
A mediados del siglo XIX contaba con 81 habitantes. En 2018 su población asociada ascendía a 89 habitantes. Aparece descrita en el tercer volumen del Diccionario geográfico-estadístico-histórico de España y sus posesiones de Ultramar de Pascual Madoz de la siguiente manera:

BALDOMAR ó BALDOMA: l. con ayunt. en la prov. de Lérida (7 1/2 leg.), part. jud., y oficiliato ecl. de Balaguer (4), aud. terr., y c. g. de Cataluña (Barcelona 21), dióc. de Seo de Urgel (14): sit. á la izq. del Segre, en la vertiente de un cerro, con libre ventilacion, y clima sano. Tiene 70 casas distribuidas en varias calles, y en 1 pequeña plaza; parr. de la Asuncion, aneja de la de Alós, y servida por un vicario nombrado por el párroco de la matriz; 1 cementerio no lejos de la igl.; y 1 fuente de buenas aguas para surtido de los vec. Confina el térm. N. Alós, E. Argentera y Clua, S. Alentorn y Vernet, y O. Monsonis, y otra vez Alós, estendiéndose 2 horas en cuatro. El terreno de monte y llano, comprende bajo el primer concepto hácia el N. la sierra de Baldomá, y por el E. las de Clua y Argentera, en las cuales hay robles, encinas y otros árboles; la parte llana, en lo general pedregosa y de secano tiene algunos olivares y frutales. El indicado r. Segre no aprovecha para el riego, porque su cáuce es demasiado profundo, y únicamente sirve para dicho objeto el arroyo denominado Baldomar, que solo corre en tiempo de lluvias, y algunos manantiales, cuyas aguas se recogen en balsas, utilizándose tambien para dar impulso á 1 molino harinero: prod.: centeno, aceite, vino, frutas, y hortaliza; y hay caza de perdices y conejos: pobl.: segun datos oficiales, 14 vec., 81 alm. : cap. imp. 54,308 rs.
(Madoz, 1846, p. 325)

## Demografía
| Gráfica de evolución demográfica de Baldomá entre 1842 y 1920 |
| |
| Población de derecho según los censos de población del INE Población de hecho según los censos de población del INEEn este censo se denominaba Baldomar: 1842 Entre el censo de 1857 y el anterior, crece el término del municipio porque incorpora a 255129 (Clúa), 255380 (Vallderiet), 255389 (Vernet) Entre el censo de 1930 y el anterior, este municipio desaparece porque se integra en el municipio 25034 (Artesa de Segre) |